# Patrick Kennedy (1823-1858)
Patrick Kennedy (Dunganstown, 1823 – Boston, 22 novembre 1858) è stato un imprenditore irlandese naturalizzato statunitense.
È stato il padre di Patrick J. Kennedy e il bisnonno di John F. Kennedy, il 35º presidente degli Stati Uniti.

## Biografia
Patrick Kennedy nacque a Dunganstown, contea di Wexford, nel sud dell'Irlanda, figlio di un contadino, James Kennedy (1770 – 1835). Emigrò negli Stati Uniti stabilendosi a East Boston, nel Massachusetts.
Patrick aveva tre fratelli:
- Mary Kennedy, che ha sposato James Molloy
- John Kennedy (N. 1804 - M. 1864), che sposò Mary K. Gunnip (N. 1816 - M. 1881) ed è stato un agricoltore locale
- James Kennedy (N. 1816 - M. 1881), che sposò Caterina Colfer ed è stato anch'egli un agricoltore locale

Quando Patrick Kennedy raggiunse l'età adulta, anche se i genitori erano ancora vivi non partecipavano più alla vita imprenditoriale della fattoria, mentre colui che la gestiva era il fratello di Patrick, John Kennedy.
Gli affari non andavano per niente a gonfie vele, c'era crisi, come nel resto dell'Europa, non a caso quelli erano gli anni delle grandi emigrazioni verso gli Stati Uniti, quindi data la scarsità di cibo e risorse primarie, anche Patrick Kennedy decise di emigrare verso il nuovo mondo; aveva 26 anni quando lasciò l'Irlanda, con due figli e un terzo in arrivo.
Arrivò a Boston il 22 aprile 1849 dopo una lunga navigazione; la fortuna lo accolse in quanto il suo vecchio amico Patrick Barron, che si trovava già in America da tempo ed era già integrato, aiutò il giovane Patrick Kennedy ad ambientarsi e trovare un lavoro.
Le cose non andarono affatto male, tanto che nel settembre dello stesso anno dell'arrivo in America, il 1849, si sposò con la sua fidanzata Bridget, nella Chiesa del Santissimo Redentore; la celebrazione fu svolta da Padre John Williams. Gli sposi avevano già tre figli e all'epoca i cattolici non vedevano di buon occhio certe cose ma questo non compromise la carriera del giovane Patrick, che fu il precursore della fortunata attività imprenditoriale della famiglia.